# Ziv Koren
Ziv Koren, in ebraico: זיו קורן (Tel Aviv, 13 luglio 1970), è un giornalista e fotografo israeliano.
È molto popolare per i suoi reportage sui conflitti arabo-palestinesi. Ha vinto molti premi, tra i quali il Simon Rokower Award, primo posto per l'Eccellenza nella Fotografia (Magazine Division) per la fotografia "Last Look: A new Leash on Life" del 2004.
Inoltre è diventato famoso per la sua apparizione nel film ...More Than 1000 Words, diretto dal regista Solo Avital.
È sposato con la modella e attrice Galit Gutman.